# Capo Schmidt
Capo Schmidt (in russo мыс Шмидта, mys Šmidta, o anche мыс Отто Шмидта, mys Otto Šmidta) si trova sulla costa settentrionale della penisola dei Ciukci affacciato sul mar della Siberia orientale, in Russia, a est dello stretto di De Long e di capo Billings e a ovest di capo Vankarem. Capo Schmidt si trova tra due piccoli promontori rocciosi che racchiudono la baia Severnaja: la roccia Koževnikov (утес Кожевникова) a nord e la roccia Veber (утес Вебера) a est.
A capo Schmidt si trova il villaggio di Ryrkajpij (Рыркайпий) (insediamento del popolo dei Ciukci menzionato e mappato già nel 1791 da Joseph Billings) il cui nome in lingua ciukcia significa "colonia di trichechi"; mentre a poca distanza verso est c'è l'omonimo insediamento urbano di Capo Schmidt o Mys Šmidta (Мыс Шмидта), fondato nel 1931 come roccaforte della regione artica. Una lingua di terra continua verso sud-est e racchiude la laguna Akatan (лагуна Акатан).

## Storia
Sulle rive di capo Schmidt è stato scoperto un sito neolitico di antichi cacciatori marini. Resti di antiche capanne sono rimasti ai piedi (sul lato ovest) della rupe Koževnikov, in cima alla quale c'era un'antica fortezza dei ciukci.
Capo Schmidt è stato registrato nel mese di agosto del 1778 dall'esploratore inglese James Cook che lo chiamò "Capo Nord" (Northern Cape), poiché era il punto più settentrionale raggiunto dalla spedizione. Il nome locale (in lingua ciukcia) Ir-Kappeja era stato registrato nel 1823 da Ferdinand Petrovič Vrangel'. Nel 1934, il promontorio fu rinominato in onore dell'esploratore polare Otto Schmidt che aveva guidato la sfortunata spedizione sulla nave Cheliuskin.
Nel 2010 Capo Koževnikov è stato dichiarato area naturale protetta di rilevanza regionale con l'obiettivo di proteggere una delle più grandi colonie al mondo di trichechi e habitat di orsi polari.

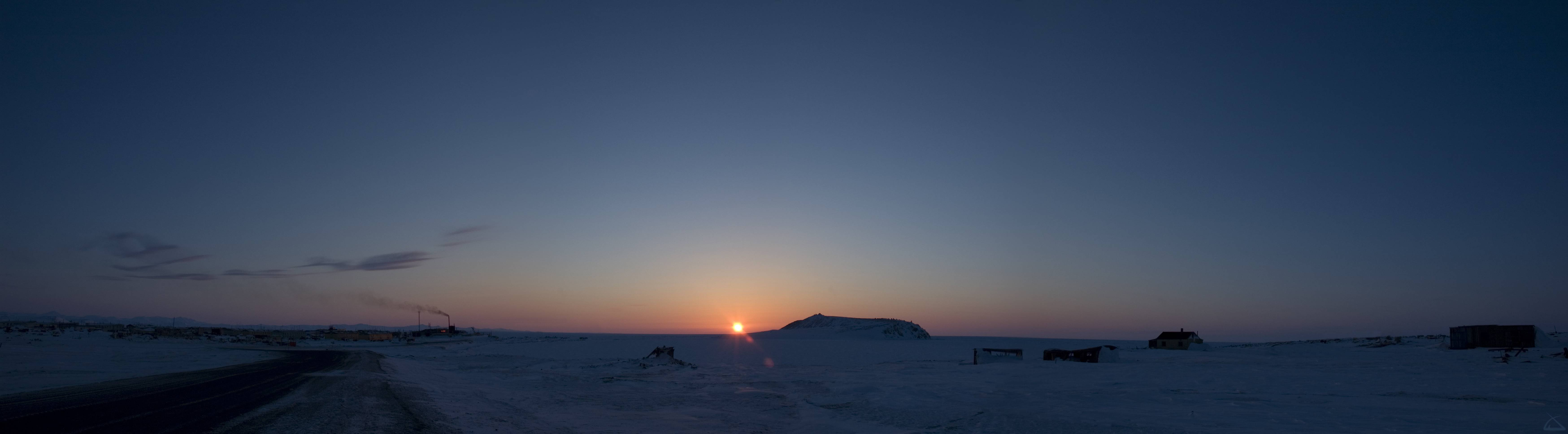
Il villaggio di Ryrkajpij a capo Schmidt